# Danevang med grønne bred
"Danevang med grønne bred" er en fædrelandssang skrevet af B.S. Ingemann i 1816. Melodien dertil er komponeret af C.E.F. Weyse.
| Musik | Spire Denne musikartikel er en spire som bør udbygges. Du er velkommen til at hjælpe Wikipedia ved at udvide den. |